# Amane Šindó
Amane Šindó (進藤 あまね, Šindó Amane; * 20. dubna 2004), přezdívaná Amanesu (あまねす) nebo Amašu (あましゅ), je japonská seijú a zpěvačka zastupovaná agenturou HiBiKi. Věnuje se také hře na kytaru. Účinkovala v anime Bermuda Triangle: Colorful Pastrale, Rebirth a ve franšíze BanG Dream!, kde ztvárnila roli Maširo Kuraty, vokalistky skupiny Morfonica.

## Životopis
Šindó se narodila 20. dubna 2004 v prefektuře Aiči. V roce 2018, ve věku 14 let, uzavřela smlouvu s agenturou HiBiKi. V roce 2019 debutovala v roli postavy Caro v seriálu Bermuda Triangle: Colorful Pastrale. Následně ztvárnila roli Šúko Mino v krátkém anime seriálu Rebirth, který navazoval na karetní hru Rebirth for you od společnosti Bushiroad.
V březnu 2020 oznámila společnost Bushiroad v rámci projektu BanG Dream! založení hudební skupiny Morfonica, v níž Šindó byla obsazena do role vokalistky Maširo Kuraty. Šindó zmínila, že už před svým členstvím ve skupině byla se sérií seznámena a pravidelně hrála mobilní hru BanG Dream! Girls Band Party!, v níž Morfonica vystupuje. Jakožto 15letá se stala dosud nejmladší dabérkou v rámci franšízy; postava Maširo Kuraty byla v době uvedení rovněž 15letá. Tvůrce franšizy Takaaki Kidani zmínil, že stejný věk postavy a její dabérky zesiluje jejich vzájemné propojení.
Šindó v rozhovoru pro časopis Famicú poznamenala, že má nižší hlas, než bylo pro Maširo Kuratu zamýšleno, takže se snaží zpívat ve vyšší tónině. Po uvedení skupiny Morfonica do hry BanG Dream! Girls Band Party! se její zpěv stal terčem negativního ohlasu a kyberšikany ze strany fanoušků, k čemuž přispěl také fakt, že skupina Morfonica byla do hry uvedena dříve než déle očekávaná Raise A Suilen. Dne 14. května 2020 vydala agentura HiBiKi prohlášení, v němž oznámila svůj záměr v případě potřeby právně zakročit.
Od roku 2020 zároveň účinkuje ve franšíze D4DJ od společnosti Bushiroad jakožto Haruna Kasuga, členka DJské skupiny Lyrical Lily.

## Diskografie
| Název          | Detaily o albu                                                                                | Katalogové číslo | Umístění v Oriconu | Týdnů v žebříčku | Poznámky                 | Zdroje |
| -------------- | --------------------------------------------------------------------------------------------- | ---------------- | ------------------ | ---------------- | ------------------------ | ------ |
| Cosmic CoaSTAR | - Vydáno: 24. června 2020 - Vydavatelství: Bushiroad Music - Formát: CD a igitální distribuce | BRMM-10262       | 13                 | 4                | se skupinou Lyrical Lily | [ 11 ] |

## Filmografie

### Anime seriály
| Rok  | Název                                     | Role          | Zdroje |
| ---- | ----------------------------------------- | ------------- | ------ |
| 2019 | Bermuda Triangle: Colorful Pastrale       | Caro          | [ 12 ] |
| 2020 | Rebirth                                   | Šúko Mino     | [ 13 ] |
| 2020 | BanG Dream! Girls Band Party! Piko: ómori | Maširo Kurata | [ 14 ] |
| 2021 | D4DJ Petit Mix                            | Haruna kasuga |        |
| 2021 | BanG Dream! Girls Band Party! Piko Fever! | Maširo Kurata | [ 15 ] |
| 2022 | Fantasy bišódžo džuniku odžisan to        | Ultina        | [ 16 ] |

### Anime filmy
| Rok  | Název                           | Role          | Zdroje |
| ---- | ------------------------------- | ------------- | ------ |
| 2021 | BanG Dream! Film Live 2nd Stage | Maširo Kurata | [ 17 ] |

### Videohry
| Název                                  | Role          | Zdroje |
| -------------------------------------- | ------------- | ------ |
| Bang Dream! Girls Band Party!          | Maširo Kurata | [ 18 ] |
| D4DJ Groovy Mix                        | Haruna Kasuga |        |
| Quiz RPG: mahócukai to kuroneko no Wiz | Enigma Clover | [ 19 ] |
| Magia Record (2020)                    | Mikage Jakumo |        |
| Assault Lily                           | Akari Tamba   |        |